# Superstar (2012)
Superstar, Langtitel Superstar – Der Alptraum berühmt zu sein, ist ein französisch-belgisches Filmdrama von Xavier Giannoli aus dem Jahr 2012.

## Handlung
Martin Kazinski ist ein ganz normaler Einwohner Frankreichs, er arbeitet in einem Betrieb, der Computerschrott wiederverwertet und dabei Behinderte beschäftigt, ist in den 40ern und alleinstehend. Seine Eltern sind verstorben. Eines Tages wird er auf dem Arbeitsweg in der U-Bahn erkannt, gefilmt und um Autogramme gebeten. Er ist verwirrt und wehrt die Aufmerksamkeit ab. Auf der Arbeit haben sich bereits zahlreiche Fernseh- und Radioteams nach ihm erkundigt und auch auf der Straße wird er erkannt. Er kann sich die Aufmerksamkeit nicht erklären. Ein Freund zeigt ihm, welcher Hype um ihn in kürzester Zeit im Internet entstanden ist. Videos, die ihn in der U-Bahn zeigen, wurden mehrere Hunderttausend Mal angeklickt, das Netz wird mit Fotos von ihm überschwemmt.
Martin ist empört, dass die Öffentlichkeit über seine Person und seine Privatsphäre entscheiden kann. Als Kinderfotos von ihm in einem Film auftauchen, hat er genug. Eine Zeitung, die besonders aggressiv um Fakten aus seiner Vergangenheit buhlt, sucht er auf, und will die Verantwortlichen zur Rede stellen. Er wird noch am Eingang abgewiesen und trifft so auf einen Anwalt, der verspricht, ihm zu helfen. Er vermittelt ihm den Kontakt zur Fernsehjournalistin Fleur Arnaud, die dem Hype auf den Grund gehen will. Um das öffentliche Interesse zu befriedigen und Martin eine Antwort auf seine Frage „Warum ich?“ zu geben, lädt sie ihn in die Talkshow 22 heures en direct ein. In der Talkshow, in der auch Rapper Saïa als Gast auftritt, macht der Moderator den Fehler, Martin als „banalen Menschen“ zu bezeichnen. Saïa empört sich und mit ihm das Publikum. Martin wird auf der Straße nun als gedemütigtes Gesicht der Masse wahrgenommen, woraufhin seine Popularität noch steigt.
Auf der Arbeit bekommt Martin Probleme, weil sein Chef mit dem Ansturm des öffentlichen Interesses nicht mehr klarkommt. Zudem kommen erste Stimmen auf, die Martin als Kunstprodukt und Schwindler bezeichnen. Gerüchteweise wird behauptet, Martins Geschichte sei über ein Datingportal lanciert worden. In einem zweiten Talkshowauftritt will Martin mit den Gerüchten aufräumen, wird von einem in die Talkshow eingeladenen Arzt dabei jedoch so sehr in die Ecke getrieben, dass seine Antwort nur ein lauter, langer Schrei ist. Auch dieser Schrei findet Eingang in die Medienwelt und wird auf sozialen Netzwerken kopiert.
Der Fernsehsender will Martin nun eine eigene Sendung geben, in der er mit der Kamera in seinem alltäglichen Leben begleitet wird. Martin lehnt ab. Die Stimmung im Land kippt, in einem Supermarkt wird er von einer Frau geohrfeigt und später bei einer Rede vor einem Sportereignis mit Schuhen beworfen und ausgebuht. Mit Fleur, zu der er sich hingezogen fühlt, die jedoch eine Affäre mit Senderchef Jean-Baptiste hat, überwirft er sich. Als auch noch falsche Werbefilme für einen Nachtclub auftauchen, in die Martin hineingeschnitten wurde, wendet sich die Öffentlichkeit endgültig von Martin ab. Vollkommen derangiert erscheint dieser einige Zeit später beim Sender. Er wirft Jean-Baptiste vor, nun alles verloren zu haben, doch stellt Jean-Baptiste fest, dass er doch auch vorher gar nichts hatte. Als letzte Antwort an die Öffentlichkeit bringt Martin seine Autobiografie unter dem Titel L’idole auf den Markt, auch wenn er nicht einmal weiß, wer das Buch geschrieben hat. Bei der Veröffentlichungsfeier mit einigen wenigen treuen Freunden steht plötzlich Fleur vor der Tür. Sie war, von den Machenschaften um Martin angewidert, untergetaucht. Sie hat sich von Jean-Baptiste getrennt und meint zu Martin, dass sie eine Andere geworden sei. Erst schickt er sie weg, läuft ihr dann jedoch nach und holt sie zurück.

## Produktion
Superstar beruht lose auf dem 2004 erschienenen Roman L’idole von Serge Joncour. Der Film wurde von Februar bis April 2011 unter dem Arbeitstitel Talk-Show in Paris sowie in den umliegenden Orten Bobigny, Courbevoie und Saint-Denis gedreht. Die Produktionskosten lagen bei rund 10 Millionen Euro. Die Kostüme schuf Nathalie Benros, die Filmbauten stammen von François-Renaud Labarthe.
In Belgien und Frankreich kam der Film am 29. August 2012 in die Kinos und wurde in Frankreich von rund 194.500 Zuschauern gesehen. Der Film lief am 30. August 2012 im Wettbewerb der Internationalen Filmfestspiele von Venedig. Am 21. Februar 2014 erschien Superstar in Deutschland auf DVD.

## Synchronisation
| Rolle           | Darsteller        | Synchronsprecher |
| --------------- | ----------------- | ---------------- |
| Martin Kazinski | Kad Merad         | Michael Lott     |
| Martins Kollege | Michaël Abiteboul | Matthias Klages  |
| Morizot         | Pierre Diot       | Peter Flechtner  |

## Kritik
Für The Hollywood Reporter war Superstar amüsant („enjoyable“), gut gemacht und schön gespielt, wenn er auch weniger lustig als vielmehr sonderbar sei. Le Monde lobte den Film als einen der besten Filme des Jahres („l’une des plus belles productions que l’année nous ait données à voir“). Der Film sei ausgewogen, konstruktiv in seinem Ansatz und frei von Manichäismus („equilibré, constructif dans sa démarche et libre de tout manichéisme“).
The Guardian gab Superstar zwei von fünf Sternen und nannte den Film eine „unbefriedigende Satire zum Thema Berühmtheit“. Der Film stelle langweilige und offensichtliche Fragen, sei überflüssig und nicht überzeugend. Für Le Nouvel Observateur war der Film enttäuschend und grotesk („méprisant et grotesque“) und der möglicherweise schlechteste Film des Regisseurs Xavier Giannoli.

## Auszeichnungen
Auf den Internationalen Filmfestspielen von Venedig lief Superstar 2012 im Wettbewerb um den Goldenen Löwen.